# Shu-bi-dua 17
Shu-bi-dua 17 er navnet på Shu-bi-duas syttende album, som udkom i 2000. Albummet blev på ny genudgivet i remasteret version på CD og som download i 2010 under navnet "Deluxe udgave".
Albummet solgte over 80.000 eksemplarer.
Det var det første album, Ole Kibsgaard medvirkede på, efter at han havde erstattet Michael Hardinger i 1997. Samtidig blev det også Jørgen Thorups sidste album efter 15 år i gruppen. Han udgav året efter en kontroversiel bog, der bl.a. nævnte problemer med indspilningen af albummet og den efter hans mening lidt hurtige produktion af det.

## Spor
| #   | Titel                                                                                                 | Længde |
| --- | --- | ------ |
| 1.  | "www"                                                                                                 | 3:20   |
| 2.  | "En stor familie"                                                                                     | 4:27   |
| 3.  | "Dyrt men dejligt"                                                                                    | 3:29   |
| 4.  | "En dans med dig"                                                                                     | 3:03   |
| 5.  | "Den anonyme dranker"                                                                                 | 3:59   |
| 6.  | "We are Together"                                                                                     | 4:29   |
| 7.  | "Paparazzi"                                                                                           | 3:34   |
| 8.  | "Vi elsker rock"                                                                                      | 2:29   |
| 9.  | "Min kær'ste"                                                                                         | 3:23   |
| 10. | "Manden på bænken"                                                                                    | 4:05   |
| 11. | "Camping (CasaBlanca)"                                                                                | 4:10   |
| 12. | "Josef"                                                                                               | 3:18   |
| 13. | "Rund funk (Funkshow's remix)"                                                                        | 3:48   |
| 14. | "Et frygteligt mareridt"                                                                              | 1:56   |
| 15. | "Medley ("Knald I Låget", "Emma", "Sommergryder", "Irene Mudder", "Stærk Tobak", "Hvalborg")" (bonus) | 11:25  |
| 16. | "Ho ho dér" (bonus)                                                                                   | 4:06   |
| 17. | "En rose så jeg skyde" (bonus)                                                                        | 2:29   |

Spor 15-17 er bonusnumre, som kun findes på de remastered cd- og downloadudgaver fra 2010. Medley'et er tidligere udgivet på opsamlingen Shu-bi-læum. "Ho ho dér" og "En rose så jeg skyde" er tidligere udgivet på albummet Rap jul & godt nytår. Sangen "Dans med dig" er en dansk udgave af sangen "Para No Verte Mas" af den argentinske gruppe La Mosca Tsé-Tsé fra deres album Visperas de Carnaval fra 1999.
Alle titler og sporlængder er taget fra 2010-downloadudgaverne.

## Modtagelse
Musikmagasinet GAFFAs anmelder skrev blandt andet skrev, at "Ingen kan huske, da Shu-bi-dua var forfriskende gale og spillede deres sproglige finurligheder ind i hjernerne på danskerne — mindst af alt Shu-bi-dua selv". Ekstra Bladet mente, at "galskaben mangler. De superelegante, frække og overraskende ordspil er pist forsvundet. Nu handler det bare om en gang mainstreamet, flot, perfektionistisk, forudsigelig musik, der teknisk ikke er en finger at sætte på" og gav albummet tre stjerner.
Aktuelts anmelder Lars Rix tildelte albummet to stjerner. B.T.s anmelder gav albummet tre stjerner og mente, at "17'eren er et mindre comeback for SBD - på den måde, at der er flere ideer og mindre fantasiløs tomgang og frigear på 17'eren end på de sidste par plader," men at "der mangler stærke melodier og et egentligt hit".